# Marquesado de Cábrega
El marquesado de Cábrega es un título nobiliario español creado en 1654 por el rey Felipe IV a favor del maestre de campo Pedro de Navarra de la Cueva.
El título fue rehabilitado en 1913, por el rey Alfonso XIII, a favor de María del Pilar Landecho y Allendesalazar pero la rehabilitación fue impugnada por José Antonio Azlor de Aragón y Hurtado de Zaldívar que gozaba de mejor derecho. 
Su denominación hace referencia a la localidad de Cábrega, en el municipio de Mués, en la merindad de Estella en Navarra.

## Marqueses de Cábrega
|                                 | Titular                                                    | Periodo                |
| Creación por Felipe IV          | Creación por Felipe IV                                     | Creación por Felipe IV |
| ------------------------------- | ---------------------------------------------------------- | ---------------------- |
| I                               | Pedro de Navarra y de la Cueva                             | 1654-c. 1660           |
| II                              | Antonia de Velasco y Navarra                               | c. 1660-1701           |
| III                             | Antonio Melchor Fernández de Híjar y Navarra               | 1701-1734              |
| IV                              | Francisco Antonio Fernández de Híjar y Zapata de Calatayud | 1734-1754              |
| V                               | María Agustina Zapata de Calatayud                         | 1754-1784              |
| VI                              | Juan Pablo Azlor de Aragón                                 | 1784-1790              |
| VII                             | Víctor Amadeo Azlor de Aragón y Pignatelli                 | 1790-1792              |
| VIII                            | José Antonio de Azlor de Aragón y Pignatelli de Aragón     | 1790-1852              |
| Rehabilitación por Alfonso XIII |                                                            |                        |
| IX                              | María del Pilar Landecho y Allendesalazar                  | 1913                   |
| X                               | José Antonio Azlor de Aragón y Hurtado de Zaldívar         | 1914-1960              |
| XI                              | María del Pilar Azlor de Aragón y Guillamas                | 1962-1996              |
| XII                             | Álvaro Urzáiz y Azlor de Aragón                            | 1997-actual titular    |

## Historia de los marqueses de Cábrega
- Pedro de Navarra de la Cueva (Pamplona, 19 de noviembre de 1586-c. 1660),[2] I marqués de Cábrega,[3] caballero de la Orden de Santiago, Gentilhombre de boca del rey Felipe IV y mayordomo mayor de la reina Mariana de Austria.[3] Era hijo de Felipe de Navarra, caballero de la Orden de Santiago, y de María de Mendoza y de la Cueva.[4] y bisnieto de Pedro de Navarra y de la Cueva, I marqués de Cortes.[5][6]

Casó en primeras nupcias con Beatriz Osorio de Velasco y Sarmiento, señora de Cuzcurrita de Río Tirón, Silares, Saldañuela, Castel-Sarracín, Cojóbar, Olmosalbos y Saldaña, hija de Pedro Osorio de Velasco y Bolea —hijo de Pedro de Velasco y Mora y de María Osorio y Rojas—, y de Constanza Sarmiento de Andrade y Toledo. Contrajo un segundo matrimonio con Bernardina de Beaumont y Navarra (m. Pamplona, 6 de mayo de 1652), IX señora de Monteagudo y Cascante. sin descendencia. Casó en terceras nupcias en 1655 con Antonia de Gurrea y Borja, sin descendencia. Le sucedió su hija del primer matrimonio:
- Antonia de Navarra y Osorio de Velasco (m. Madrid, 24 de enero de 1701), II marquesa de Cábrega que heredó los señoríos de su madre.[3]

Casó en primeras nupcias con José de Gurrea Borja y Villalpando, VI marqués de Navarrés, caballero de la Orden de Calatrava, gentilhombre de cámara del rey Felipe IV y merino de la reina y mayordomo mayor de Carlos II de Castilla. Contrajo un segundo matrimonio con Carlos de Borja y Aragón, IX duque de Villahermosa, conde de Luna y conde de Ficalho. Sin descendencia, le sucedió:
- Antonio Melchor Fernández de Híjar y Navarra (1684-20 de febrero de 1734), III marqués de Cábrega,[8] X duque de Lécera, XV conde de Belchite, III duque de la Palata,[9] III príncipe de Massalubrense en Nápoles y comendador mayor de Montalbán en la Orden de Santiago.[8] Era hijo de Pedro Luis Fernández de Híjar y Fernández de Híjar, IX duque de Lécera y XIV conde de Belchite, y de su esposa Cecilia de Navarra Rocafull y Toralto de Aragón,[8] hija de Melchor de Navarra y Rocafull y de su esposa, Francisca Toralto de Aragón y Frezza.[6]

Le sucedió su sobrino, hijo de su hermana Francisca Fernández de Híjar y de su esposo, Ximén Pérez Zapata de Calatayud (m. 1743), V conde del Real, IV conde de Villamonte, V conde de Sinarcas, vizconde de Chelva.
- Francisco Antonio Fernández de Híjar y Zapata de Calatayud (Madrid, 1706-Zaragoza, 27 de mayo de 1754), IV  marqués de Cábrega,[8] VI conde del Real,[10] XI duque de Lécera, XVI conde de Belchite, IV duque de la Palata,[9] IV príncipe de Massalubrense, VII conde de Sinarcas, XV vizconde de Chelva, XV vizconde de Villanova y caballero de la Orden de Montesa.[8]

Contrajo un primer matrimonio, en 21 de noviembre de 1735, con Joaquina Fernández de Heredia y Eguaras. Casó en segundas nupcias, en 6 de enero de 1753, Joaquina Fernández de Heredia y Calatayud, VI marquesa de Bárboles. Sin descendientes, le sucedió su hermana:
- María Agustina Zapata de Calatayud (m. 21 de mayo de 1784), V marquesa de Cábrega,[8] VII condesa del Real,[10] V duquesa de la Palata,[9] V princesa de Massalubrense, VIII condesa de Sinarcas, VI vizcondesa de Chelva y XVI vizcondesa de Villanova.[8]

Casó, en Valencia, el 17 de abril de 1733, con Jaime Miguel de Guzmán y Spínola, VI conde de Pezuela de las Torres y II marqués de la Mina. Sin descendencia, le sucedió su sobrino, hijo de su hermana Inés Zapata de Calatayud y Fernández de Híjar que había casado con Juan José de Azlor y Urríes, III conde de Guara:
- Juan Pablo Azlor de Aragón (antes Juan Pablo de Azlor y Zapata de Calatayud), (Pedrola, 24 de enero de 1730-Madrid, 18 de septiembre de 1790), VI marqués de Cábrega,[11] VIII conde del Real,[10] XI duque de Villahermosa,[12] VI duque de la Palata,[9] VI príncipe de Massalubrense, VIII conde de Luna, IV conde de Guara,  IX conde de Sinarcas, XVII vizconde de Chelva, XVII vizconde de Villanova,[11] caballero de la Orden del Toisón de Oro (1789), embajador, literato, miembro de la Real Academia Española y coleccionista.[13]

Casó, el 1 de junio de 1769, con María Manuela Pignatelli de Aragón y Gonzaga, hija de Joaquín Atanasio Pignatelli de Aragón, V marqués de Mora, V marqués de Coscojuela de Fantova, XVI conde de Fuentes, VIII conde de Castillo de Centellas, y de María Luisa Gonzaga y Caracciolo, II duquesa de Solferino. Le sucedió su hijo:
- Víctor Amadeo Azlor de Aragón y Pignatelli (Turín, 1779-23 de enero de 1792), VII marqués de Cábrega,[14] IX conde del Real,[10] XII duque de Villahermosa,[12] VII duque de la Palata,[9] VII príncipe de Massalubrense, IX conde de Luna, V conde de Guara y vizconde de Chelva.[14]

Sin descendientes, le sucedió su hermano:
- José Antonio de Azlor de Aragón y Pignatelli de Aragón (Madrid, 21 de octubre de 1785-Madrid, 2 de mayo de 1852), VIII marqués de Cábrega,[14] X conde del Real,[10] XIII duque de Villahermosa,[12] VIII duque de la Palata,[9] VII príncipe de Massalubrense, X conde de Luna, VI conde de Guara, X conde de Sinarcas, XVIII vizconde de Chelva, XVIII vizconde de Villanova,[14] I conde de Moita, en Portugal (1825), diplomático, maestrante de Zaragoza, caballero de la Orden del Toisón de Oro, Gran Cruz de la Orden de Carlos III y embajador en Portugal.[15]

Casó, el 14 de septiembre de 1814, con María del Carmen Fernández de Córdoba y Pacheco,  hija de Manuel Antonio Fernández de Córdoba y Pimentel, X marqués de Povar, IX marqués de Malpica, VIII marqués de Mancera, VIII conde de Gondomar y VII marqués de Montalbo, y de María del Carmen Pacheco y Téllez-Girón, V duquesa de Arión.
De este matrimonio nacieron tres hijos: 1) Marcelino Azlor de Aragón y Fernández de Córdoba, XIV duque de Villahermosa, XI conde de Luna y VII conde de Guara, casado con María del Patrocinio Josefa de Idiáquez de Corral Carvajal y padre de María del Carmen Azlor de Aragón de Idiáquez, XV duquesa de Villahermosa, X duquesa de la Palata, XII condesa de Luna y VIII condesa de Guara; 2) José Antonio Azlor de Aragón y Fernández de Córdoba, XI conde del Real; y, 3) Manuel María Azlor de Aragón y Fernández de Córdoba, XI conde de Sinarcas, XIX vizconde de Villanova y XIX vizconde de Chelva. Según Soler Salcedo (2020, p. 553), Marcelino fue el IX marqués de Cábrega y su hija, María del Carmen, le sucedió en todos sus títulos y fue la X marquesa de Cábrega. Sin embargo, consta que ninguno de los hijos o nietos reclamó la sucesión en el marquesado de Cábrega. El título se encontraba vacante en 1869 y en 1870.
En 1912, Estanislao de Urquijo y Ussía, III marqués de Urquijo, grande de España, y marqués de Bolarque, solicitó la sucesión en el título para su esposa, María del Pilar Landecho y Allendesalazar y la real carta de sucesión —donde consta que el último titular había sido José Antonio de Aragón y Azlor, ya fallecido—, se expidió en 1913.
- María del Pilar Landecho y Allendesalazar (Guernica, 6 de agosto de 1877-Palacio de Lamuza, Llodio, 16 de septiembre de 1939), IX marquesa de Cábrega.[18][19]

Casó con Estanislao de Urquijo y Ussía. José Antonio Azlor de Aragón y Hurtado de Zaldívar, impugnó la rehabilitación por considerarse con mejor derecho sobre el título y, en julio de 1914, obtuvo sentencia favorable y sucedió en el marquesado:
- José Antonio Azlor de Aragón y Hurtado de Zaldívar (Biarritz, 14 de enero de 1873-San Sebastián, 18 de julio de 1960), X marqués de Cábrega,[19]  XIV conde del Real,[10] XVII duque de Villahermosa,[12] VII duque de Granada de Ega, II duque de Luna, XIII marqués de Cortes, VIII marqués de Valdetorres, XIV conde de Luna, X conde de Javier, X conde de Guara, XVIII vizconde de Zolina, XVIII vizconde de Muruzábal vizconde de Murúzabal  y marqués de Narros, gentilhombre grande de España con ejercicio y servidumbre del rey Alfonso XIII y senador.[20]

Casó, en 1906, con María Isabel Guillamas y Caro (1887-1967) XI marquesa de San Felices, VII condesa de Mollina y XI condesa de Villalcázar de Sirga. Le sucedió su hija:
- María del Pilar Azlor de Aragón y Guillamas[21] (San Sebastián, 1 de octubre de 1908-Javier, 7 de agosto de 1996), XI marquesa de Cábrega,[22][23]  XV condesa del Real,[10] XVIII duquesa de Villahermosa,[12] III duquesa de Luna, IX duquesa de la Palata,[9] XIV marquesa de Cortes, IX marquesa de Valdetorres, XV condesa de Luna, XI condesa de Javier, XI condesa de Guara, XIX vizcondesa de Muruzábal y XIX vizcondesa de Zolina.[23]

Casó con Mariano de Urzáiz Silva Salazar y Carvajal, XII conde del Puerto. Le sucedió su hijo:
- Álvaro Urzáiz y Azlor de Aragón (n. Pedrola, 14 de junio de 1937), XII marqués de Cábrega,[4][24] XIX duque de Villahermosa, XV marqués de Cortes, XVI conde de Luna, XII conde de Guara, XX vizconde de Muruzábal, X marqués de Narros, XIII conde del Puerto, XIII conde de Javier, XXI vizconde de Zolina y maestrante de Zaragoza.[23]